# Жадова, Лариса Алексеевна
Лари́са Алексе́евна Жа́дова (урождённая Жи́дова; 13 августа 1927, Тверь — 9 декабря 1981, Москва) — советский искусствовед, историк искусства и дизайна; исследовательница русского авангарда. Автор первой монографии о Владимире Татлине. Дочь советского военачальника Алексея Жадова, жена и вдова поэта Семёна Гудзенко, четвёртая и последняя жена поэта и писателя Константина Симонова.
Благодаря во многом Ларисе Жадовой, действовавшей через мужа, влиятельного литературного функционера Константина Симонова, русский авангард, при сохранении общего запрета, в 1970-е годы был частично возвращён в советскую культуру и научные исследования.
Современник характеризовал Жадову как «жёсткую и совестливую женщину».

## Биография

Алексей Жадов (между 1946 и 1948)

Лариса Жидова родилась 13 августа 1927 года в Твери в семье советского военачальника Алексея Жидова. В 1942 году, будучи командующим 66-й армии, Алексей Жидов по прямому распоряжению Иосифа Сталина, переданному ему Константином Рокоссовским, поменял себе и своей семье фамилию Жидов, указывающую на еврейское происхождение, на Жадов. Новые паспорта с этой фамилией жена и дочь генерала получили, по некоторым сведениям, на следующий день.
В 1945—1950 годах Лариса Жадова училась на отделении искусствоведения филологического факультета Московского государственного университета имени М. В. Ломоносова (МГУ), с 1950 года — в аспирантуре кафедры истории зарубежного искусства исторического факультета МГУ. В 1954 году защитила диссертацию на соискание учёной степени кандидата искусствоведения на тему «Развитие реализма в чешской живописи XIX века».
Учась на филологическом факультете МГУ, Лариса Жадова познакомилась с учившимся там же поэтом-фронтовиком Семёном Гудзенко, за которого вскоре вышла замуж. Из-за еврейского происхождения зятя Алексей Жадов полностью отказал дочери в материальной поддержке:
Говорят, что женился я по расчёту, тесть-то был «ого-го какой начальник»! А оказалось — по любви, он ведь отказал дочери в своём расположении из-за моего полужидовства, забыв, что ещё недавно он сам был полным жидовым.
После рождения в 1951 году дочери Кати положение семьи стало совсем бедственным. Мучившийся от фронтовых ран и с трудом зарабатывавший журналистикой, Семён Гудзенко умер в 1953 году от опухоли мозга. После двух операций на мозге, предчувствуя близкий конец, Гудзенко поручил своему ближайшему другу журналисту Аркадию Галинскому не оставлять его вдову своими советами после его смерти. На следующий день после похорон Галинский, работавший в то время собственным корреспондентом «Литературной газеты» по Украине, принёс главному редактору газеты Константину Симонову предсмертные стихи Гудзенко, обращённые к жене. Стихи произвели на Симонова неизгладимое впечатление, и он их немедленно опубликовал. Опубликованные в «Литературной газете», они произвели не меньшее впечатление на поэтов Назыма Хикмета и Михаила Луконина — вероятно, столь сильное и детонирующее, что каждый из троих — Симонов, Хикмет и Луконин — сделал молодой вдове предложение стать его женой. В 1955 году Лариса Жадова спросила у Галинского, кого ей предпочесть, и Галинский, зная об уже развалившейся семейной жизни Симонова и Валентины Серовой, ответил: Симонова. Жадова приняла совет, и впоследствии она и Симонов считали Галинского «как бы человеком их сосватавшим».
Страсти, несколько лет перед этим «сжигавшей» Симонова и Серову и нашедшей выход в том числе в знаменитом симоновском стихотворении «Жди меня», в отношениях Симонова и Жадовой, видимо, уже не было. В 1969 году у главного редактора «Комсомольской правды» Бориса Панкина состоялся разговор с Симоновым в присутствии Ларисы Жадовой:
…Первое, что я ляпнул, когда мы вчетвером погрузились кое-как в «Волгу» — Лариса Алексеевна впереди, рядом с водителем, — это спросил недоспрошенное за ужином: «Почему же всё-таки вы не пишете больше стихов?» <…>
— Стихи, — сказал он, — вы, наверное, имеете в виду лирические стихи, точнее сказать, интимные, пишутся тогда, когда жив нерв любви, а когда он умирает… — тут я в ужасе покосился на сидевшую впереди Ларису Алексеевну.
Она сидела спокойно, и трудно было понять, слышит или нет.
— А когда он отмирает, — абсолютно спокойно продолжал Симонов, — то продолжать сочинять стихи на эту тему было бы попросту грешно.
Всё это, повторяю, спокойно, раздумчиво, с хрестоматийной симоновской картавинкой: да-да, попросту грешно.
Возможное объяснение тому, что Симонов перестал писать любовную лирику, можно найти в неопубликованных дневниках Ларисы Жадовой. Поэтической музой Константина Симонова, по мнению Ларисы Жадовой, была Валентина Серова. Жадова считала, что стихов лучше, чем Серовой, Симонов уже не напишет, и взяла с него обещание не посвящать ей стихов. Симонов это обещание сдержал.
Симонов удочерил пятилетнего ребёнка Гудзенко и Жадовой, дав ей своё отчество и фамилию, а в 1957 году в новой семье появилась вторая дочь Саша. В эту семью Симонов хотел забрать от страдавшей алкоголизмом Валентины Серовой и их совместную дочь Машу, но на прямой вопрос Ларисы Жадовой «Ты можешь поручиться, что Валя у нас не появится?» положительно ответить не смог, и Маша была передана им на воспитание матери Серовой Клавдии Половиковой.
С 1954 года Лариса Жадова работала в МГУ, с 1958 года — в ИИТИ Академии наук Узбекской ССР, с 1960 года — в Институте теории и истории изобразительных искусств (ИТИИИ) Академии художеств СССР, с 1966 года до конца жизни — во Всесоюзном научно-исследовательском институте технической эстетики (ВНИИТЭ), в Центральной учебно-экспериментальной студии Союза художников СССР.
Умерла 9 декабря 1981 года в Москве в возрасте пятидесяти четырёх лет. Прах Ларисы Жадовой был развеян её дочерьми над Буйничским полем — там же, где за два с половиной года до этого ею, Алексеем Симоновым, Екатериной Симоновой-Гудзенко и Александрой Симоновой был развеян, согласно его завещанию, прах Константина Симонова.
Сын Константина Симонова от второго брака, Алексей Симонов, говорил о Ларисе Жадовой, что она «очень подходила отцу, потому что была женщиной жёсткой и совестливой».
Последняя жена отца была очень стойким, боевым солдатиком. Она очень решительно стояла за выполнение всех пунктов завещания отца, не было сомнения, что она вдова своего мужа. В этом смысле она была большой молодец. Если там наверху что-нибудь есть, то они там одинаково грешны или одинаково победны.

### Семья

Константин Симонов с родной дочерью Александрой (слева) и приёмной дочерью Екатериной (справа). Одна из последних фотографий Симонова, конец 1978-го или начало 1979 года

- Отец — Алексей Семёнович Жадов (при рождении Жидов, 1901—1977), военачальник, первый заместитель главнокомандующего сухопутными силами СССР, генерал армии. Герой Советского Союза (1945)[4].
- Первый муж — Семён (Сарио) Петрович Гудзенко (1922—1953), поэт, журналист[4].
  - Дочь — Екатерина Кирилловна Симонова-Гудзенко (урождённая Екатерина Семёновна Гудзенко, род. 1951), историк, японистка. После смерти отца и нового замужества матери была удочерена Константином Симоновым и получила отчество по его паспортному имени Кирилл. Доктор исторических наук, профессор, заведующая кафедрой истории и культуры Японии Института стран Азии и Африки Московского государственного университета имени М. В. Ломоносова[9].
- Второй муж (с 1956[9]) — Константин Михайлович Симонов (при рождении Кирилл Михайлович Симонов, 1915—1979), поэт и прозаик. Лариса Жадова была четвёртой и последней женой Симонова.
  - Дочь — Александра Кирилловна Симонова (1957—2000), умерла от рака[11].

## Научная и популяризаторская деятельность
Статьи Ларисы Жадовой о западном дизайне в большой мере повлияли на становление нового поколения советских дизайнеров 1960-х годов. Дмитрий Азрикан так вспоминал об этом:
На моё <…> ощущение дизайна огромное влияние оказали статьи Ларисы Жадовой о западных дизайнерах — Марио Беллини, Этторе Соттсассе, Роже Таллоне и других. Дитер Рамс, Томас Мальдонадо, Акилле Кастильоне, Джо Коломбо — все они персонифицировали дизайн настолько, что казалось, эти люди и есть собственно дизайн.
С конца 1960-х годов Лариса Жадова сосредоточилась на изучении русского авангарда. Прорывной стала её монография «Поиск и эксперимент. Русское и советское искусство в 1910—1930-х годах» (Suche und Experiment. Russische und sowjetische Kunst 1910 bis 1930), изданная в 1978 году в Дрездене на немецком языке. Одной из первых Жадова исследовала различные аспекты творчества Бориса Эндера, Николая Суетина, Анны Лепорской, Любови Поповой, Михаила Матюшина и других художников русского авангарда.
Лариса Жадова сыграла ключевую роль в возвращении запрещённого в советское время творчества Владимира Татлина в культуру в конце 1970-х годов, воспользовавшись влиянием своего мужа, председателя правления Союза писателей СССР Константина Симонова. В 1977 году в Центральном доме литераторов имени А. А. Фадеева прошла инициированная ею персональная выставка Татлина, организованная Союзом писателей СССР, Союзом художников СССР и Центральным государственным архивом литературы и искусства. Однако подготовленная Жадовой монография «Татлин» не получила разрешения на издание в СССР и вышла уже после смерти автора в 1983 году на венгерском языке в будапештском издательстве Corvina. В 1984 году книга Жадовой о Татлине была издана также на немецком и английском языках, в 1990-м — на французском.